# Phytomyza trichopsis
Phytomyza trichopsis är en tvåvingeart som beskrevs av Friedrich Georg Hendel 1935. Phytomyza trichopsis ingår i släktet Phytomyza och familjen minerarflugor. Inga underarter finns listade i Catalogue of Life.